# Церковь Троицы Живоначальной (Алабузино)
Церковь Тро́ицы Живонача́льной в Ала́бузине  (Троицкая церковь) — православный храм в Бежецком муниципальном округе Тверской области, расположенный в селе Алабузино.
Церковь является составной частью единого храмового комплекса, состоящего из Троицкой и Смоленской церквей, имевших общее церковное имущество и причт.
Расположена в южной части села на берегу Равленского озера.

## История
В середине XVIII века в селе действовали три деревянные церкви:
- Преображения Господня (Преображенская) с Троицкий приделом;
- Смоленская с Ильинским приделом;
- Сергия Радонежского.

В 1765—1781 годах на средства прихожан на месте Преображенской церкви была построена каменная Троицкая церковь.
В 1781 году были освящены главный престол и Преображенский придел, который размещался в самом храме.
В 1786 году в трапезной церкви был устроен придел Преподобного Сергия Радонежского, который перенесли из одноимённой деревянной церкви, а саму церковь разобрали. Таким образом, в Алабузино окончательно сформировался единый храмовый комплекс.
Отдельно стоящая колокольня строилась с 1802 года до середины XIX века.
В 1831 году церковную территорию окружили кирпичной оградой (разобрана в советское время).
В 1870-e годы в процессе перестройки здания колокольню соединили притвором с трапезной. В это же время переделали форму алтаря, разобрали массивный столб, который поддерживал своды в четверике, частично видоизменили окна, заменили чугунный пол на деревянный.
В 1901 году храмовый комплекс, куда входила Троицкая церковь, располагал следующим церковным имуществом:
- церковный капитал: билетами 3141 р. 90 коп., наличными 235 р. 69 коп.;
- церковные здания: каменная сторожка, амбар, два сарая;
- церковные земли: пахотные — более 24 десятин (26 га); сенокос — более 9 десятин (10 га); под дорогами — 900 кв. саженей (0,4 га), а также 20 участков крестьян площадью более 70 десятин (77 га).

По штату полагался причт: два священника, диакон и два псаломщика. Прихожанами были около 5 тысяч жителей села и 23 окрестных деревень, насчитывавших в то время 596 дворов.
В 1904 г. во время визита в Алабузино храмовый комплекс посетил архиепископ Тверской и Кашинский Дмитрий (Самбикин). Он отметил похвальное состояние алабузинских храмов, церковные стены которых украшены хорошей живописью,  "довольно древних и замечательных икон", среди которых:
- смоленская икона Божией Матери, весьма чтимая в приходе, древнего греческого письма;
- икона Спасителя, выполненная Федотом Семыкиным в 1759 г.;
- древняя икона Деисус (Спасителя, Божией Матери и Иоанна Предтечи);
- икона Софии Новгородской[3].

В 1915 году церковь входила в состав третьего благочиннического округа Бежецкого уезда. В приходе действовали две церковно-приходские и четыре земские школы, в которых обучалось 420 учеников.
В результате проводимой в 1932—1937 годах советской властью политики борьбы с религиозными организациями и репрессиями против верующих, получившей в истории Церкви название «безбожной пятилетки», Троицкая церковь была закрыта и разграблена,  а священники репрессированы.
Летом 1940 г. командой красноармейцев с колокольни был сброшен колокол  и отправлен на переплавку.
По состоянию на 2020 год здание церкви нуждается в срочных ремонтно-восстановительных работах.

## Архитектура
Здание церкви состоит из почти равных по площади храма, апсиды и трапезной, к которой с запада примыкают небольшой притвор и колокольня. Все помещения связаны между собой тремя широкими арочными проемами. Кирпичная кладка оштукатурена.
Храм — бесстолпный, трехсветный четверик, завершенный декоративным пятиглавием. В убранстве церкви большая роль отводится различным по рисунку наличникам. Углы четверика храма и трапезной закреплены лопатками. Над венчающим карнизом четверика помещен декоративный пояс кокошников. Четверик увенчан пятью глухими цилиндрическими барабанами с луковичными главами, имеющими чешуйчатое покрытие. На центральном и двух боковых главах сохранились кованные кресты.
Входной (северный) фасад имеет три арочных проема, над которыми по осям нижних простенков расположены два яруса окон.
Все помещения перекрыты лотковыми сводами.
Трехъярусная колокольня выстроена в стиле классицизма. Цоколь выполнен из белого камня, нижние два яруса — квадратные, верхний имеет скругленные углы и завершен высокой кровлей с фигурной главой. На второй ярус колокольни ведет внутристенная кирпичная лестница, а на третий — деревянная (не сохранилась). Интерьер колокольни украшала настенная клеевая живопись.

## Живопись храма
В интерьере частично сохранилась настенная клеевая живопись 1873 г., выполненнaя в духе академизма.
В апсиде на своде изображены ангелы, поклоняющиеся Саваофу, на стенах  расположены композиции: «Распятие», «Воскресение», «Поклонение волхвов» и «Вход в Иерусалим».
На своде храма изображена крупная композиция «Тебе, Бога, хвалим».
На западной стене сюжеты размещаются в три яруса. Среди них можно отметить «Благословение детей», «Умножение хлебов»,  «Воскресение Лазаря» и «Брак в Кане Галилейской». В нижней части стены написаны фигуры московских митрополитов Филиппа и Ионы и святителя Варсонофия.
На северной стене сохранилась композиция «Спасение апостола Петра от потопления».
С восточной стороны размещена фигура святителя Кирилла; симметрично ей на южной стороне написана фигура святителя Мефодия. Фон стен тонирован нежно-розовым цветом.
В трапезной написаны фигуры мытаря и фарисея,  а также Антония Печерского.
На западной стене притвора сохранился фрагмент композиции со львом и  фигурой святого.

## Духовенство
В документах 1667 года упоминаются священники:
- Конон Кирилов, Лев Ларионов и Степан Григорьев.

В документах 1710 и 1717 годов упоминаются священнослужители:
- священники Иван Кононов и Алексей Иванов;
- диаконы Иван Андреев иТимофей Артемьев;
- дьячки Федор Кирилов, Артемий Степанов и Иван Семенов;
- пономарь Михайло Гаврилов.

В документах 1759 года упоминаются священнослужители:
- священник Савва Тимофеев и Иоан Борисов;
- диакон Андрей Ермолаев;
- дьячок Осип Семенов.

В документах 1797 года упоминаются священнослужители:
- священники Иоанн Петров  и Илья Титов;
- дьякон Стефан Михайлов;
- дьячок Никифор Тихонов;
- пономарь Матфей Александров.

В документах 1813—1831 годов упоминается священник Алексей Иванов.
В документах 1880 года упоминается священник Иоанн Ионович Сперанский.
В числе священнослужителей  были:
- Петр Михайлович Соколов (1860—1905):

Родился в 1832 году, закончил семинарию. В 1860 году рукоположён во священника ко храму в селе Алабузино. Состоял депутатом и законоучителем земской школы. В 1892 году награждён наперсным крестом, протоиерей. Скончался в 1909 г.;
- Александр Николаевич Барбашинов (1890−1934):

Родился в 1863 году в семье священника, закончил семинарию. В 1890 году рукоположён во священника ко храму в селе Алабузино. Состоял заведующим Алабузинской церковно-приходской школой, сотрудником духовного следствия. В 1935 году Особым совещанием при НКВД СССР по ст. 58-10, 58-11 приговорён к трём годам ссылки в Казахстан. В декабре 1937 года тройкой УНКВД по Северо-Казахстанской области по ст. 58-10, 58-11 приговорён к расстрелу. Расстрелян в декабре 1937 в 5-й Лог близ города Петропавловска (предположительно). В ноябре 1989 года реабилитирован Президиумом Верховного Совета СССР по делу 1935 года. В марте 1989 года Кокчетавской областной прокуратурой реабилитирован по делу 1937 года;
- Сергей Иванович Смирнов:

Родился в 1889 году, закончил духовную семинарию, отец девятерых детей. Священник церкви в селе Алабузино. В 1932 году по ст. 58-10, 58-11 приговорён к трём годам ссылки в Казахстан. Срок отбыл. В сентябре 1937 года тройкой при УНКВД по Калининской области по ст. 58-10, 58-11 приговорён к расстрелу (групповое «дело епископа Григория (Лебедева) и „фашистско-монархической организации“, г. Кашин Калининской о. 1937 г.»). Расстрелян в сентябре 1937 года. В апреле 1989 года реабилитирован Калининской областной прокуратурой;
- Пётр Евгеньевич Ивановский:

Родился в 1863 году в семье священника. В феврале 1935 года Особым совещание при НКВД СССР по ст. 58-10, 58-11 приговорён к трём годам исправительно-трудовых лагерей. Дальнейшая судьба неизвестна. В ноябре 1989 года реабилитирован Президиумом Верховного Совета СССР;
- Алексей Александрович Александров:

Родился в 1880 году в семье крестьян. Диакон. В феврале 1935 года Особым совещание при НКВД СССР по ст. 58-10, 58-11 приговорён к трём годам исправительно-трудовых лагерей. Дальнейшая судьба неизвестна. В ноябре 1989 года реабилитирован Президиумом Верховного Совета СССР.